# Balboa (Hiszpania)
Balboa – gmina w Hiszpanii, w prowincji León, w Kastylii i León, o powierzchni 51,04 km². W 2011 roku gmina liczyła 357 mieszkańców.